# Scoot McNairy
John Marcus "Scoot" McNairy is een Amerikaans  film- en televisieacteur. Hij is vooral bekend van zijn rollen in de films Monsters (2010), Killing Them Softly (2012) en Argo (2012). Van 2014 tot 2017 speelde hij ook een hoofdrol in de tv-serie Halt and Catch Fire.

## Carrière
John Marcus McNairy werd geboren in Dallas (Texas) als de zoon van Alicia Ann Merchant en Stewart Hall McNairy. Toen hij twee jaar oud was, gaf zijn vader hem de bijnaam "Scooter", wat later "Scoot" werd. 
McNairy lijdt aan een ernstige vorm van dyslexie. Tijdens zijn jeugd bracht hij vier jaar door op een school voor kinderen met dyslexie. Later behaalde hij een diploma aan de Universiteit van Texas in Austin.
Als jonge twintiger verhuisde McNairy naar Austin, waar hij zijn filmdebuut maakte in de komedie Wrong Numbers (2001), dat geregisseerd werd door zijn vriend Alex Holdridge. Desondanks zag McNairy zichzelf niet als een acteur. Hij wilde liever fotograaf of cameraman worden. Hij verhuisde naar Los Angeles en was een tijdje aangesloten bij een filmschool. Hij maakte zijn filmstudies niet af en begon al snel als timmerman en decorbouwer aan verscheidene filmproducties mee te werken. Na verloop van tijd ging hij ook aan de slag als figurant. Daarnaast was McNairy te zien in zo'n 200 reclamespots.
Vanaf 2003 kreeg McNairy regelmatig kleine rollen in bekende tv- en filmproducties. Zo was hij te zien in onder meer de films Wonderland, Herbie Fully Loaded, Bobby en afleveringen van tv-series Six Feet Under, My Name Is Earl, Bones, CSI: Crime Scene Investigation en How I Met Your Mother. In 2006 had hij ook een rol in de videoclip van het nummer "Fidelity" van zangeres Regina Spektor.
In 2010 brak McNairy door met de sciencefictionfilm Monsters van de Britse regisseur Gareth Edwards. Twee jaar later maakte hij naam met enkele opvallende bijrollen. Zo vertolkte McNairy een overvaller in de gangsterfilm Killing Them Softly, had hij een bijrol in de Oscarwinnende film Argo van regisseur Ben Affleck en was hij ook te zien in Promised Land van Gus Van Sant. Een jaar later speelde hij een van de ontvoerders van Solomon Northup in het historisch drama 12 Years a Slave. Die film won net als Argo een jaar eerder de Oscar voor Beste Film.
In 2014 kreeg McNairy een hoofdrol in de dramaserie Halt and Catch Fire van zender AMC en was hij ook te zien in Gone Girl van regisseur David Fincher.

## Privéleven
McNairy is sinds 2010 getrouwd met actrice Whitney Able. De twee leerden elkaar zes maanden voor de opnames van Monsters kennen op het verjaardagsfeest van Able.

## Filmografie
- Biblioteca Nacional de España: XX4873370
- Bibliothèque nationale de France: cb16526033p (data)
- Gemeinsame Normdatei: 1054768366
- International Standard Name Identifier: 0000 0001 2356 3402
- Library of Congress Control Number: n2011017966
- MusicBrainz: eb04ce8c-1d44-4d40-8510-aa038f446356
- Nationale Bibliotheek van Tsjechië: xx0222911
- Nationale Bibliotheek van Israël: 987007423994405171
- Nederlandse Thesaurus van Auteursnamen: 333960882
- Système universitaire de documentation: 153834714
- Virtual International Authority File: 173440201